# Шоу долгоносиков
Шоу долгоносиков (укр. Шоу довгоносиків) — украинское юмористическо-комедийное скетч-шоу, транслировалось на телеканале «Телеэкспо» (Россия), «РТР», «УТ-2», «1+1», «Интер», «СТБ» (Украина). Премьера состоялась 18 мая 1996 года. Программа выходила раз в неделю, каждый из актёров исполнял в нём несколько разных ролей. Содержание большинства скетчей — пародия на типичные развлекательные телепрограммы. Все участники шоу, в том числе приглашенные звезды, были украшены неестественно длинными носами, отсюда и название.

## Создатели
- Автор идеи и режиссёр — Виктор Приходько
- Сценарий — Георгий Конн
- Оператор — Олег Маслов-Лисичкин
- Режиссёр монтажа — Наталя Боровская
- Спецэффекты и грим — Вадим Тупчий
- Генеральный продюсер — Валентин Опалев
- Продукция телекомпании ПРО-ТБ

## В ролях
- Виктор Андриенко
- Валентин Опалев
- Николай Гудзь[укр.]
- Пётр Кузнецов
- Геннадий Корженко (К. Генн)
- Тамара Яценко
- Вадим Тупчий
- Василий Бендас[укр.]
- Александр Петриченко

### Приглашённые знаменитости
- Таисия Повалий
- EL Кравчук
- Александр Цекало
- Лолита
- Сергей Сивохо
- Владимир Данилец и Владимир Моисеенко
- Green Grey
- Олег Скрипка
- Владимир Быстряков
- Ольга Юнакова[укр.]

## Структура
Большинство выпусков начинаются с планёрки, на которой режиссёр (Андриенко) раздаёт указания и избивает членов съёмочной группы, после чего начинается показ рубрик, чередующийся с изображением закулисных будней шоу.

### Постоянные рубрики

#### Новые приключения Шерлока Холмса и доктора Ватсона
Пародия на многосерийный фильм Игоря Масленникова. В большинстве скетчей Холмс (Андриенко) строит сложные планы по поимке профессора Мориарти (Корженко), которые зачастую проваливаются из-за наивности или глупости Ватсона (Опалев).

#### Жилище замечательных людей
Псевдоисторическая рубрика, в которой в абсурдистской манере пересказываются исторические события. Исторические личности представлены как соседи по коммунальной квартире.

#### Моя новая программа
Короткая рубрика, в которой ведущий шоу (Андриенко) предстаёт в образе самоуверенного телеведущего Ивана Шпикуляка из Белой Церкви (в русскоязычной версии рубрики из Жмеринки).

#### При пожаре звоните 01
Пародия на социальную рекламу. Трое не в меру ретивых пожарных (Андриенко, Корженко, Опалев) всячески преследуют нарушителя пожарной безопасности (Кузнецов) и нейтрализуют «угрозу», будь то кипятильник или бокал абсента. Все скетчи заканчиваются тем, что пожарные поют фразу «При пожаре звоните ноль-один» на мотив песни The Beatles «Yellow Submarine».

#### Новости с Шендоровичем
Ведущий новостей (Андриенко) по фамилии Шендорович (аллюзия на Виктора Шендеровича) читает короткие юмористические новости по теме передачи. Родинка на лице Шендоровича в каждой сцене меняет местоположение.